# Le Protecteur (film, 1974)
Pour les articles homonymes, voir Protecteur.
Cet article concerne le film de Roger Hanin. Pour le film de Chen Chi Hwa, voir Le Protecteur.
Pour plus de détails, voir Fiche technique et Distribution.
Le Protecteur (titre international : The Protector) est un film franco-espagnol écrit et dirigé par Roger Hanin sorti en salle le 5 juin 1974.

## Synopsis
Samuel Malakian est à la recherche de sa fille Nathalie. Ayant appris qu'elle se prostituait et après avoir infiltré le milieu, il cherche à remonter sa trace, il sera pour cela aidé par un commissaire intègre et un jeune journaliste cherchant le scoop. L'affaire commençant à faire quelques bruits dans les médias, on conseille au protecteur de se marier avec Nathalie. Samuel est convié à la noce et tente en vain de faire renoncer sa fille à ce mariage. Persuadé que sa fille n'était pas consentante, il reprend le combat, compromet le protecteur avec des photos et une bande magnétique. Le baron découvrant ces documents comprend que le protecteur le double, il le convoque, lui demande de tuer Nathalie, ce qu'il fait, puis est tué à son tour. La police, le journaliste et Samuel arrivent sur les lieux, le baron finit par se rendre mais Samuel le tue.

## Fiche technique
- Titre : Le Protecteur
- Réalisation : Roger Hanin
- Assistant-réalisateur : Alain Bonnot
- Scénario, dialogues : Roger Hanin et Ramón Llidó
- Photographie : Guy Tadasu Suzuki et Alejandro Ulloa
- Montage : Noëlle Cecchina Balenci
- Musique : Gregorio García Segura
- Sociétés de production : Compagnie Commerciale Française Cinématographique (CCFC), H' Films, Les Productions Belles Rives, Office de Radiodiffusion Télévision Française (ORTF), Producciones Cinematográficas D.I.A., Progéfi
- Pays de production :  France,  Espagne
- Genre: Film dramatique
- Durée : 80 minutes[1] (1 h 20)
- Date de sortie : 
  - France : 5 juin 1974

## Distribution
- Georges Géret : Samuel Malakian
- Bruno Crémer : le commissaire Beaudrier
- Manuel de Blas : Beppo Manzoni
- Alain Noury : Sergio
- Jean-Paul Tribout : Gilles Moreau
- Roger Hanin : Julien Da Costa
- Roger Coggio : le baron Metzger
- Jean Servais : Maître Ancelin
- Robert Hossein : Arnaud (travesti)
- Juliet Berto : Nathalie Malakian
- Jacques Cortal
- Alfredo Fernandez : l'inspecteur Fagado (non crédité)
- Helga Liné : Laetitia da Costa
- Évelyne Dassas : Giovanella
- Lyne Chardonnet : fille blonde
- Jacques Ardouin
- Patrice Melennec : un mac garde du corps
- Jacques Morineau et son duo de chats
- Maurice Auzel
- Marco Labate
- Rita Maiden : une prostituée
- Marie-Christine Moreau